# کرواتهایم (یاگست)
شهر کرواتهایم (به آلمانی: Krautheim) در ایالت بادن-وورتمبرگ در کشور آلمان واقع شده‌است.